# A tolmács (film)
A tolmács (The Interpreter) 2005-ben bemutatott amerikai politikai thriller, Sydney Pollack utolsó rendezése.

## Történet
Silvia Broome (Nicole Kidman) New Yorkban ENSZ-tolmács. Kettős állampolgár, aki a filmben szereplő, de a valóságban nem létező afrikai országban, Matobóban nőtt fel. Az ENSZ Edmond Zuwanie-t (Earl Cameron), Matobo elnökét a Nemzetközi Bíróság előtt szeretné bevádolni. Mint korábbi felszabadító, az utóbbi 20 évben Zuwanie ugyanolyan korrupttá és zsarnokká vált, mint a kormány, amelyet épp ő buktatott meg. A mostani etnikai tisztogatásokért és más matobói túlkapásokért is ő maga felelős. Zuwanie, hogy az ENSZ-Közgyűlés előtt magát megvédje és ezzel a vád alá helyezést is elkerülje, rövidesen az ENSZ-be látogat.
Silvia néhány bent felejtett holmi miatt éjjel kell hogy visszatérjen a kiürített ENSZ-épületbe. Itt a bekapcsolva felejtett tolmácsrendszeren keresztül az általa jól ismert ku nyelven lefolytatott gyilkossági összeesküvésről szóló beszélgetésnek lesz akaratlan fültanúja. A lelepleződéstől félve még éppen sikerül elmenekülnie. Másnap Silvia a hivatalos tolmácsmunka közben a beszélgetők előző napról már ismerős beszédstílusa alapján azonosítja a támadókat. Az esetről az ENSZ Biztonsági Szolgálatnak is beszámol; úgy tűnik, maga Zuwanie az összeesküvés célpontja. A biztonságiak azonnal a titkosszolgálatot riasztják: a nyomozásra és az éppen érkező Zuwanie megvédésére Tobin Kellert (Sean Penn) és Dot Woodsot (Catherine Keener) rendelik ki. Keller időközben rájön, hogy Silvia valaha matobói gerilla volt, és hogy a szüleit és nővérét is a Zuwanie aknái ölték meg. Azt is kinyomozza, hogy a lány Zuwanie egyik politikai ellenlábasával is találkozott. Bár a dörzsölt Kellernek valahogy gyanús Silvia sztorija, de ahogy a közös munka kapcsán egymást megismerik, és egyre jobban összecsiszolódnak, végül mégis megvédi.
Amikor a feltételezett összeesküvők felbukkannak, Zuwanie épp a számára létfontosságú közgyűlési felszólalása derekánál tart. A biztonságiak a biztonsági szobába menekítik, de az erre már felkészült Silvia ott rejtőzködve várja, mert maga akarja megölni. Keller időközben rájön, hogy ez csak egy színlelt összeesküvés, amit eleve úgy terveztek, hogy sikertelen legyen; Zuwanie csak azért találta ki, hogy saját szavahihetőségét növelje, ezzel elkerülhesse a vád alá helyezést, illetve semlegesíthesse politikai ellenfeleit. Keller épp időben ér a biztonsági szobába ahhoz, hogy Silviát Zuwanie megölésében meggátolja. Zuwanie elnyeri méltó büntetését: a bíróság elítéli. Az Amerikai Egyesült Államokból kitoloncolt Silvia pedig a film végén visszatér szülőhazájába, Matobóba.

## Szereplők
| Szerep                     | Színész                | Szinkronhang         |
| -------------------------- | ---------------------- | -------------------- |
| Silvia Broome              | Nicole Kidman          | Kisfalvi Krisztina   |
| Tobin Keller               | Sean Penn              | Kaszás Attila        |
| Dot Woods                  | Catherine Keener       | Andresz Kati         |
| Nils Lud                   | Jesper Christensen     | Szersén Gyula        |
| Philippe                   | Yvan Attal             |                      |
| Zuwanie                    | Earl Cameron           | Kristóf Tibor        |
| Kuman-Kuman                | George Harris          | Kapácsy Miklós       |
| Marcus                     | Michael Wright         |                      |
| Lee Wu rendőrfőnök         | Clyde Kusatsu          | Botár Endre          |
| Rory Robb                  | Eric Keenleyside       | Bácskai János        |
| Simon Broome               | Hugo Speer             | Beratin Gábor        |
| Mo                         | Maz Jobrani            | Csík Csaba Krisztián |
| Doug                       | Yusuf Gatewood         | Welker Gábor         |
| Ajene Xola                 | Curtiss Cook           | Vári Attila          |
| Jean Gamba                 | Byron Utley            |                      |
| King FBI-ügynök            | Robert Clohessy        | Juhász György        |
| Lewis FBI-ügynök           | Terry Serpico          | Megyeri János        |
| Phillip Ostroff            | David Wolos-Fonteno    | Juhász Zoltán        |
| Fred Jameson               | John Knox              |                      |
| Charlie Russell            | David Zayas            | Faragó András        |
| Davis amerikai nagykövet   | Lynne Deragon          |                      |
| Jonathan Williams          | Christopher Evan Welch | Németh Gábor         |
| Afrikai fiú                | Manuel Mawele          | Szűcs Balázs         |
| Roland                     | Adrian Martinez        | Földi Tamás          |
| Isobel                     | Francine Roussel       | Kerekes Andrea       |
| Jonathan Ferris            | Michael McGrath        |                      |
| Hazugságvizsgáló-technikus | Ramsey Faragallah      | Katona Zoltán        |
| Jay Pettigrew              | Sydney Pollack         | Gruber Hugó          |

## A filmben használt kitalált nyelv
A film kulcsjelenete, amikor Silvia a bent felejtett holmi miatt éjjel a tolmácsfülkében suttogást hall az ülésterem egyik bekapcsolt mikrofonjából: az általa tökéletesen beszélt ku dialektusban szólnak az afrikai vezető meggyilkolásáról.

## Díjak
2005, A Los Angeles-i Filmkritikusok Szövetsége Catherine Keenernek a legjobb mellékszereplő díját ítélte oda több film, többek között A tolmács mellékszerepéért.